# Gunnar Rudström
Erik Gunnar Rudström, född 9 februari 1916 i Varberg, död 19 mars 2002 i Vänersborg, var en svensk målare och tecknare.
Han var son till Oskar Rudström och hans hustru Selma och gift med Sonja Laurina Rudström. Han var till en början autodidakt men studerade senare konst för Hugo Simson och Jöran Salmson i Göteborg 1959–1965. Han ställde ut tillsammans med Curt Swanström i Varberg 1959 och har därefter medverkat i ett stort antal samlingsutställningar bland annat med Vänersborgs konstcirkel från 1949 och i ett 30-tal jurybedömda utställningar. Hans konst består av landskapsmotiv utförda i pastell, olja eller i form av teckningar. Tillsammans med Bengt Crantz, Britta Emanuelsson och Hugo Simson tillhörde han Grupp Vänersborg. Rudström finns representerad vid Vänersborgs museum, Statens konstråd och i ett antal kommuner.